# Радіопрозорі матеріали
Радіопро́зорі матеріа́ли (англ. radio-wave transparent material) — матеріали (діелектрики), що відзначаються радіопрозорістю — здатністю пропускати електромагнітні хвилі радіочастотного діапазону, істотно не змінюючи їхньої амплітуди та фази.
Використовуються як окремий клас матеріалів з 1950-х років у зв'язку з поширенням і вдосконаленням радіотехнічної апаратури, що працює на сантиметрових і міліметрових радіохвилях. Ці матеріали забезпечують проходження електромагнітної хвилі радіочастотного діапазону та відбивають не більше 1 % електромагнітного потоку.

## Класифікація
Розрізняють радіопрозорі матеріали одно- і багатошарові (2-, 3-, 5-, 7-шарові). Одношарові радіопрозорі матеріали поділяють на тонкостінні (їхня товщина становить 0,02…0,05 від робочої довжини хвилі у діелектрику), напівхвильові (їхня товщина дорівнює або кратна половині довжини хвилі) і компенсаційні (проміжної товщини). Одношарові матеріали забезпечують радіопрозорість у порівняно вузькій смузі частот, багатошарові — у розширеному діапазоні частот.
У компенсаційні одношарові радіопрозорі матеріали додатково вводять металеві конструкції у вигляді ґраток, що чинять реактивний (індуктивний, ємнісний) опір електромагнітній хвилі яка проходить крізь них. Одношарові радіопрозорі матеріали забезпечують добру радіопрозорість лише у порівняно вузькій смузі частот (ширина її 3…4 % від середньої робочої частоти). Використання тонкостінних і компенсаційних радіопрозорих матеріалів у ряді випадків обмежене їх недостатньою міцністю та жорсткістю.

## Отримання
Радіопрозорими є керамічні матеріали на основі простих і складних оксидів (кварцова, високоглиноземиста, мулітовв, цельзіанова кераміка), різноманітні композиційні матеріали, ситали, скло, нітриди силіцію та бору, багатошарові склотекстоліти, слюдокристалічні матеріали на основі синтетичних фторослюд тощо.
Для отримання радіопрозорих матеріалів використовують монолітні та пористі речовини. Монолітні речовини (пластмаси — переважно склотекстоліти, кераміку, скло) застосовують в одношарових і як силові шари та узгоджувальні шари, у багатошарових радіопрозорих матеріалах; їх густина 1300…2800 кг/м³ і більше, діелектрична проникність ε = 3…9, тангенс кута діелектричних втрат tg δ = 0,02, робоча температура 200…350 °С при тривалому періоді експлуатації, 400…1400 °С короткочасно. Пористі речовини (сотопласти, пінопласти та ін.) застосовують у багатошарових радіопрозорих матеріалах як шари з малою відносною діелектричною проникністю, узгоджувальних шарів, для збільшення жорсткості деталей з радіопрозорих матеріалів; їх густина 20—400 кг/м³, ε = 1,1…2,5, tg δ = 0,01, робоча температура 150…350 °С (тривала).

## Застосування
Радіопрозорі матеріали застосовують в основному для виготовлення обтічників антен радіолокаційних станцій з метою захисту антен від впливу довкілля та захисту радіотехнічного обладнання, яке забезпечує надійний зв'язок та управління літальним апаратом. Прозорість матеріалів для радіохвиль забезпечують вибором діелектриків з малими значеннями тангенса кута діелектричних втрат (tg δ = 0,02), підбором діелектричної проникності окремих шарів (ε = 1,1…9,0) і відповідним електродинамічним розрахунком товщини шарів.
Багатошарові радіопрозорі матеріали виконують так, щоб витримувався певний закон зміни діелектричної проникності шарів, що чергуються; вони характеризуються розширеним діапазоном робочих частот. Такі матеріали також можуть містити металеві каркасні конструкції для збільшення опору механічним навантаженням.